# Lyndon (Nueva York)
Lyndon es un pueblo ubicado en el condado de Cattaraugus en el estado estadounidense de Nueva York. En el año 2000 tenía una población de 661 habitantes y una densidad poblacional de 7.7 personas por km².

## Geografía
Lyndon se encuentra ubicado en las coordenadas 42°18′7″N 78°21′56″O / 42.30194, -78.36556.

## Demografía
Según la Oficina del Censo en 2000 los ingresos medios por hogar en la localidad eran de $34,091, y los ingresos medios por familia eran $37,361. Los hombres tenían unos ingresos medios de $29,063 frente a los $22,250 para las mujeres. La renta per cápita para la localidad era de $15,054. Alrededor del 12.6% de la población estaban por debajo del umbral de pobreza.